# Eriocaulon bamendae
Espèce
Statut de conservation UICN

 LC  : Préoccupation mineure
Eriocaulon bamendae S.M.Phillips est une espèce de plantes du genre Eriocaulon, de la famille des Eriocaulaceae. C’est une plante à fleur, du groupe des monocotylédones.

## Étymologie
Son épithète spécifique bamendae fait référence aux Bamenda Highlands, les hauts-plateaux de l'ouest du Cameroun.

## Description
C’est une herbe pérenne, robuste, avec de rhizome court et de feuille groupée. Elle croît dans les marais, au niveau des contours de lac, près des rivières, dans les prairies, en fait dans des endroits mouillés. À 1830 – 2950 m d’altitude. On la rencontre au Cameroun, au Nigeria,. 